# Воислав Илич
Воислав И. Илич (на македонска литературна норма: Воислав И. Илиќ) е славист, поет и критик от Социалистическа република Македония.

## Биография
Роден е на 1 май 1916 година в дебърското село Банище. Между 1922 и 1935 година завършва основното си и средно образование в Битоля. В периода 1935-1939 учи във Философския факултет на Белградския университет. Започва да работи във вестник „Правда“, като коректор. Между 1941 и 1944 е гимназиален учител във Върбас и Белград. По-късно се записва като доброволец в бригада „Яне Сандански“. През 1944 година заминава на Втория конгрес на Антифашистката младеж на Македония в Скопие. На следващата година става докладчик на комисията за македонски език при Поверенството за просвета на АСНОМ. Илич работи върху терминологията на македонския литературен език и става член на Втората езикова комисия на АСНОМ. През 1945 е редактор на културната рубрика на вестник Нова Македония. В периода 1945-1957 е гимназиален учител в Белград. През 1947 година се опитва да влезе като преподавател във Философския факултет с дисертация на тема „Битолския говор“, но след като чака до 1956 година, сменя темата на дисертацията си на „Поетичния език на Бранко Радичевич“. През 1958 година я защитава и става професор по македонски език и литература на Философския факултет в Нови Сад. Отделно работи на хонорар в Белград и Прищина. Издава стихосбирки на сръбски език. Издава различни трудове за т. нар. македонски език и монография за Войдан Чернодрински.